# Pentapanax castanopsisicola
Pentapanax castanopsidicola là một loài thực vật thuộc họ Araliaceae. Đây là loài đặc hữu của Đài Loan. Chúng hiện đang bị đe dọa vì mất môi trường sống.